# Titanosaurimanus
Titanosaurimanus je rod sauropoda. Pripadnici ovog roda živjeli su prije 130 – 99,7 milijuna godina. Jedina opisana vrsta je Titanosaurimanus nana. Pronađena su dva fosila roda Titanosaurimanus: jedan je pronađen na nalazištu Solaris I (Istra, Hrvatska) te on pripada vrsti Titanosaurimanus nana, dok je drugi pronađen na nalazištu Los Cayos S (La Rioja, Španjolska) te pripada neidentificiranoj vrsti.

## Vanjske poveznice
- †Titanosaurimanus Dalla Vecchia and Tarlao 2000 (sauropod)  Arhivirana inačica izvorne stranice od 21. ožujka 2021. (Wayback Machine), Fossilworks
- Titanosaurimanus, Mindat.org